# Jean-François Pouliot
Jean-François Pouliot (* 1957 in Montreal, Provinz Québec, Kanada) ist ein kanadischer Regisseur.

## Leben und Werk
Pouliot studierte  Kunst, Kommunikation und Philosophie an der Concordia University in Montreal. Er begann mit Kurzfilmen und als Kamera-Assistent, zum Beispiel in der Tragikomödie Hotel New Hampshire (1984) von Regisseur Tony Richardson mit Rob Lowe und Jodie Foster.
In circa 15 Berufsjahren schuf Pouliot etwa fünfhundert Werbespots und gründete für Fernsehwerbungen die Softwarefirma Eloda. Das Drehbuch von Ken Scott überzeugte ihn, und er schuf seinen ersten Kinofilm – die Komödie Die große Verführung (2003), die mit verschiedenen Preisen ausgezeichnet wurde. Unter anderem gewann Pouliot dafür im Jahr 2004 den Publikumspreis des Sundance Film Festivals. 2004 wurde er als Regisseur dieses Films beim Genie Award nominiert. 2006 folgte eine Nominierung dieses Preises für die Regie in Guide de la petite vengeance.

## Filmografie (Auswahl)

### Als Regisseur
- 1979: Canada Vignettes: The Egg (Kurzfilm)
- 1998: Emily of New Moon (Fernsehserie)
- 2003: Die große Verführung (La grande séduction)
- 2006: Guide de la petite vengeance

### Als Kameramann
- 1979: Canada Vignettes: The Egg (ungenannt)

### Als Filmeditor
- 1979: Canada Vignettes: The Egg (ungenannt)

### In sonstigen Funktionen
- 1981: Gas (als Elektriker)
- 1982: We Will Rock You: Queen Live in Concert (als Kamera-Assistent)
- 1984: Hotel New Hampshire (The Hotel New Hampshire) (als Assistent der zweiten Kamera)